# Klaus Nolting
Klaus Nolting (* 19. April 1940 in Hameln; † 25. August 2017 ebenda) war ein niedersächsischer Politiker (SPD) und Mitglied des Niedersächsischen Landtages.
Nach dem Besuch der Volksschule in Hameln begann Nolting eine Aus- und Fortbildung bei der Deutschen Bundespost. Er war langjährig bis 1990 als Betriebsleiter beim Postamt Hameln 2 beschäftigt. Im Jahr 1955 wurde er Mitglied der Deutschen Postgewerkschaft. 
Der SPD trat Nolting im Jahr 1959 bei. Von 1987 an war er Vorsitzender des SPD-Stadtverbandes in Hameln. Ferner war er Mitglied des SPD-Unterbezirksvorstandes Hameln-Pyrmont. Von 1973 bis 1977 und von 1981 bis 2001 war er Mitglied des Ortsrates Klein Berkel; von 1991 bis 1994 war er Ortsbürgermeister. Von 1986 bis 2006 war er als Ratsherr der Stadt Hameln tätig, von 1996 bis 2006 als Vorsitzender der SPD-Ratsfraktion. Von der 12. bis zur 14. Wahlperiode (von 1990 bis 2003) war Klaus Nolting für den Wahlkreis Hameln Mitglied des Niedersächsischen Landtages.
Nolting war von 1992 bis 1997 Vorsitzender des Aufsichtsrats der Hamelner Wohnungsbaugesellschaft und von 1997 bis 2007 der Stadtwerke Hameln. Des Weiteren gehörte er dem Beirat des Vereins zur Betreuung von Schwerbehinderten e. V. Coppenbrügge an. Er war zudem Mitglied der Europa-Union und der Arbeiterwohlfahrt. 